# Menthofurane
Le menthofurane ou 4,5,6,7-tétrahydro-3,6-diméthylbenzofurane est un composé organique, un monoterpène bicyclique de formule C10H14O.

## Occurrence naturelle
Le menthofurane est un composé phytochimique que l'on retrouve dans de nombreuses  huiles essentielles, et en particulier celle des diverses espèces de menthe, notamment celle de la menthe pouliot (Mentha pulegium), de la menthe poivrée, mais aussi dans l'huile des feuilles d'Euodia hortensis forma hortensis.

## Propriétés
Le menthofurane se présente sous la forme d'un liquide bleuâtre. insoluble dans l'eau mais soluble dans les huiles, dont l'odeur est similaire à celle du menthol. Il est en 2000 considéré comme sans danger en tant qu'arôme alimentaire par la  FAO et l' OMS, mais certaines sources le considèrent hautement toxique, la principale toxine présente dans la menthe pouliot, responsable de sa potentielle toxicité mortelle. Plus précisément, il s'agirait de certains métabolites du menthofurane qui seraient  hépatotoxiques.

## Biosynthèse
Le menthofurane est produit biosynthétiquement à partir de la pulégone par l'enzyme menthofurane synthase (en).

## Synthèse
Le menthofurane peut être synthétisé à partir de la  5-méthylcyclohexane-1,3-dione et le bormure d'allenyldiméthylsulfonium via une furannélation en deux étapes, une  addition d'énolate suivie d'un  réarrangement.